# Hartker von St. Gallen

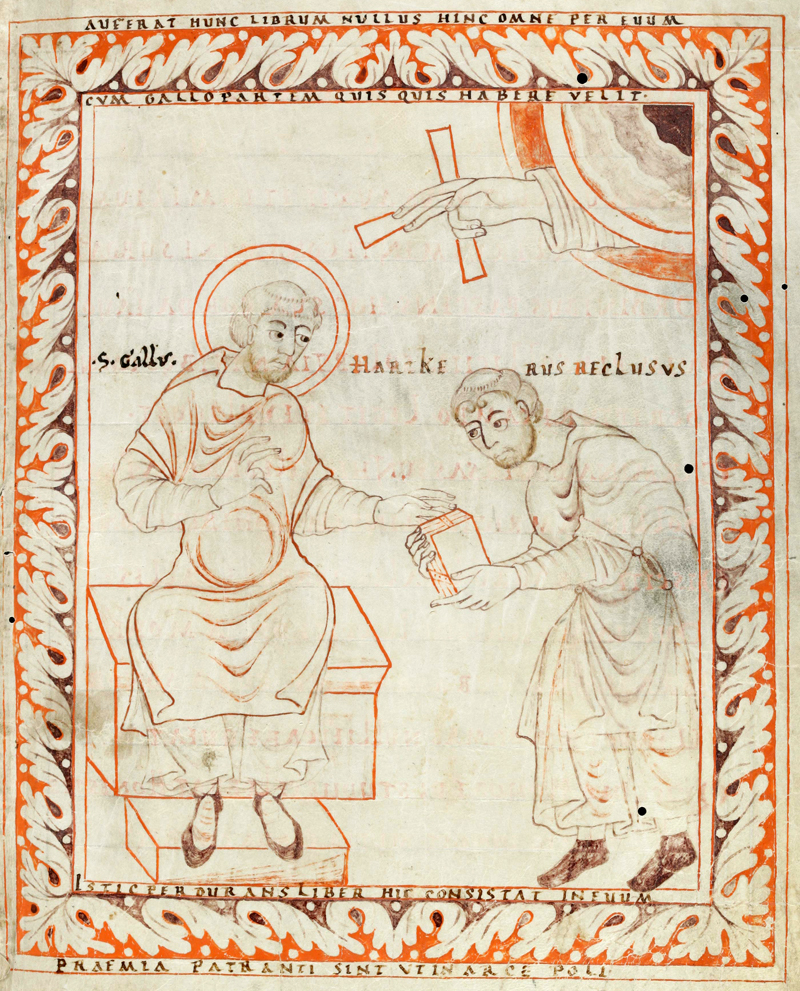
Widmungsbild des Hartker-Antiphonars: Hartker überreicht dem hl. Gallus sein Werk

Hartker von St. Gallen (* vor 965; † 1011 in St. Gallen) lebte als Rekluse beim Kloster St. Gallen. Ekkehard IV. erwähnt ihn in der Klosterchronik. Als Autor des Hartker-Antiphonars (in zwei Bänden: Cod. Sang. 390; Cod. Sang. 391) ging er in die Musik- und Liturgiegeschichte ein.

## Leben
Angestoßen von der monastischen Erneuerung seiner Zeit und den Vorbildern Gallus und Wiborada wählte Hartker das streng asketisch-eremitische Leben eines Reklusen und lebte dreißig Jahre in einer Zelle mit zugemauertem Eingang im heutigen St. Galler Ortsteil St. Georgen. Ob er Konventsangehöriger von St. Gallen war, ist unklar. Nach einer Notiz des Klosterchronisten Ekkehard IV. war seine Zelle so niedrig, dass er nicht aufrecht stehen konnte. Er beschäftigte sich vor allem mit dem Abschreiben von Büchern. 
Erhalten hat sich einzig das nach ihm benannte Hartker-Antiphonar, das das St. Galler Offizium enthält und mit sechs Miniaturen sowie kunstvoller Initialornamentik geschmückt ist. Es wird in der Stiftsbibliothek St. Gallen aufbewahrt. Das Widmungsbild im ersten Halbband zeigt Hartker, wie er als Schreiber sein Buch dem Hl. Gallus überreicht. Die Handschrift gilt als Meisterwerk der Kalligrafie, Buchmalerei und Neumennotation und als bedeutende liturgiegeschichtliche Quelle für die Besonderheiten der sankt-gallischen Choralpflege um die Jahrtausendwende.